# Anthophora sichelii
Anthophora sichelii Radoszkowski, 1868 è un imenottero apoideo della famiglia Apidae (sottofamiglia Apinae, tribù Anthophorini).

## Ecologia
A. sichelii è stata segnalata come insetto impollinatore dell'orchidea Ophrys exaltata morisii.